# Hornum
Hornum ist eine dänische Ortschaft mit 957 Einwohnern (Stand 1. Januar 2023) im westlichen Himmerland. Die Ortschaft ist seit der Kommunalreform 2007 Bestandteil der Vesthimmerlands Kommune in der Region Nordjylland. Zuvor war sie Bestandteil der Aars Kommune im Amt Nordjütland.
Hornum liegt etwa neun Kilometer nordwestlich von Aars und etwa 20 km südöstlich von Løgstør.